# Chrysocyclus senecionis
Chrysocyclus senecionis är en svampart som beskrevs av R.W. Davidson 1932. Chrysocyclus senecionis ingår i släktet Chrysocyclus och familjen Pucciniaceae.   Inga underarter finns listade i Catalogue of Life.